# Hister duplicatus
Hister duplicatus är en skalbaggsart som beskrevs av Sylvain Auguste de Marseul 1854. Hister duplicatus ingår i släktet Hister och familjen stumpbaggar. Inga underarter finns listade i Catalogue of Life.